# NGC 1683
NGC 1683 est une galaxie spirale située dans la constellation d'Orion. NGC 1683 a été découverte par le physicien irlandais George Stoney en 1850.

## Caractéristiques
Sa vitesse par rapport au fond diffus cosmologique est de 3 912 ± 35 km/s, ce qui correspond à une distance de Hubble de 57,7 ± 4,1 Mpc (∼188 millions d'al).